# كورنيل دافيد
كورنيل دافيد (بالمجرية: Dávid Kornél)‏ مواليد 22 أكتوبر 1971 في ناجيكانيزسا، المجر، هو لاعب كرة سلة مجري سابق. بدأ مسيرته الاحترافية في سنة 1987. اعتزل اللعب في 2008.

## المسيرة الاحترافية
لعب مع نادي بودابست هونفيد من سنة 1990 إلى 1994، ثم لعب مع شيكاغو بولز في موسم 1999–2000، ثم لعب مع كليفلاند كافالييرز في سنة 2000، ثم لعب مع تورونتو رابتورز في موسم 2000–2001.

## إحصائيات المسيرة

### الدوري الأوروبي
| السنة   | الفريق              | لعب | بدأ | دقيقة | ميداني% | ثلاثية | حرة  | ارتداد | صنع | استلاب | تصدي | نقطة | أداء |
| ------- | ------------------- | --- | --- | ----- | ------- | ------ | ---- | ------ | --- | ------ | ---- | ---- | ---- |
| 2002–03 | زالغيريس لكرة السلة | 13  | 13  | 33.0  | .532    | .1000  | .793 | 8.2    | 1.1 | .9     | .8   | 16.9 | 21.8 |
| 2003–04 | ساسكي باسكونيا      | 20  | 17  | 28.1  | .526    | .333   | .773 | 5.3    | 1.8 | 1.1    | .5   | 12.2 | 13.2 |
| 2004–05 | سيراميكا            | 23  | 15  | 26.1  | .530    | .500   | .888 | 4.9    | 1.0 | .8     | .5   | 10.9 | 12.7 |
| 2005–06 | سيراميكا            | 25  | 13  | 21.1  | .509    | .200   | .853 | 4.8    | .5  | 1.0    | .5   | 9.1  | 10.3 |

## روابط خارجية
- كورنيل دافيد على موقع الاتحاد الدولي لكرة السلة (الإنجليزية)
- كورنيل دافيد على موقع الدوري الأوروبي لكرة السلة (الإنجليزية)
- كورنيل دافيد على موقع سبورتس رفرنس (الإنجليزية)
- كورنيل دافيد على موقع الدوري الإسباني لكرة السلة (الإسبانية)
- كورنيل دافيد على موقع كرة السلة الأوروبية.كوم (الإنجليزية)
- كورنيل دافيد على موقع ريلجم (الإنجليزية)
- كورنيل دافيد على موقع بروبوليرز (الإنجليزية)
- كورنيل دافيد على موقع سبورتس رفرنس (الإنجليزية)